# ブラッドレイン (映画)
『ブラッドレイン』（Blood Rayne）は、2006年に公開されたアメリカ・ドイツ合作の吸血鬼アクション・ホラー映画。R-15指定。2007年には続編『ブラッドレインII』も製作された。

## 概要
マジェスコ・エンターテインメントから発売されている同名のゲームソフトが原作だが、ストーリーは映画独自のものに変更されている。出演者は豪華だが、後述のラジー賞にノミネートされたこともあり、国内外を問わずゲームファン、映画ファン双方からの評価は好ましくない。撮影はルーマニアのトランシルヴァニアで行なわれた。登場する古城も本物である。また、特殊メイク・特殊効果監修・第二班監督はオラフ・イッテンバッハが担当しているため、アメリカ映画としてはスプラッター描写が比較的激しいものとなっている。

## キャスト
役名 - 俳優（日本語吹替）で表記。
- レイン - クリスタナ・ローケン（百々麻子）
- キャタリン - ミシェル・ロドリゲス（北西純子）
- ケイガン - ベン・キングズレー（佐々木敏）
- ウラジミール - マイケル・マドセン（石田圭祐）
- セバスチャン - マシュー・デイビス（高橋広樹）
- エルリッチ - ビリー・ゼイン（山路和弘）
- ドマスディール - ウィル・サンダーソン（宮内敦士）
- リーガル・モンク - ウド・キア（浦山迅）
- レオニド - ミート・ローフ（谷昌樹）
- イアンク - マイケル・パレ（古澤徹）
- 占い師 - ジェラルディン・チャップリン（定岡小百合）

## 2006年度ラジー賞ノミネート
| 賞                     | 部門           | 候補                   | 結果       |
| ---------------------- | -------------- | ---------------------- | ---------- |
| ゴールデンラズベリー賞 | 最低作品賞     |                        | ノミネート |
| ゴールデンラズベリー賞 | 最低主演女優賞 | クリスタナ・ローケン   | ノミネート |
| ゴールデンラズベリー賞 | 最低監督賞     | ウーヴェ・ボル         | ノミネート |
| ゴールデンラズベリー賞 | 最低助演男優賞 | ベン・キングズレー     | ノミネート |
| ゴールデンラズベリー賞 | 最低助演女優賞 | ミシェル・ロドリゲス   | ノミネート |
| ゴールデンラズベリー賞 | 最低脚本賞     | グィネヴィア・ターナー | ノミネート |

## 各国のレイティング
詳細は映画のレイティングシステムを参照。なお、シンガポールとフィリピンでは一部のシーンがカットされた。
- アメリカ：R（17歳未満保護者同伴必須）
- 日本：R-15（ちなみに原作ゲームは日本では17歳以上対象）
- ドイツ：18
- オーストラリア：R（18禁）
- ニュージーランド：R16
- シンガポール：R21（カット）
- カナダ：18A（18歳未満保護者同伴必須）
- カナダ：13+（ケベック州のみ）
- オランダ：16
- フィンランド：K-18
- マレーシア：18SG
- ハンガリー：18
- フィリピン：R-13（カット）